# Кахтун
Кахтун — река на полуострове Камчатка в Усть-Камчатском районе Камчатского края России. Длина реки — 40 км. Начинается на Быстринском хребте, впадает в реку Камчатка слева на расстоянии 254 км от устья.
Бассейн реки сложен породами нижнего вулканогенного комплекса. По названию реки в 1980 году образован термин для обозначения особой свиты нижнеплиоценового возраста, кахтунской.
Код водного объекта 19070000112120000015769.